# Microturbulence
La microturbulence est une forme de turbulence qui varie sur de petites échelles de distance, contrairement à la macroturbulence qui est mesurée sur de grandes distances. 

## Stellaire
Ce phénomène est l'un des mécanismes qui cause l'élargissement des raies d'absorption dans le spectre stellaire. Cette microturbulence stellaire varie avec la température effective et la gravité de la surface.
La vitesse de microturbulence est définie comme étant la composante microscopique non-thermique de la vitesse du gaz dans la zone de formation de la raie spectrale. La convection est le mécanisme soupçonné d'être responsable du champ de vitesses des turbulences observées à la fois pour les étoiles de faible masse ainsi que les massives. Lorsqu'on l'examine avec un spectromètre, la vitesse de convection du gaz le long de la ligne de visée (en) produit un effet Doppler dans les bandes d'absorption.
L'intensité de l'effet de la vitesse de microturbulence peut être déterminée en comparant l'élargissement des raies fortes par rapport aux raies faibles.

## Fusion nucléaire magnétique
La microturbulence joue un rôle critique dans le transport d'énergie pendant les expériences de fusion nucléaire magnétique, comme pour le Tokamak.